# Distrito de Pullo
El distrito de Pullo es uno de los ocho distritos que conforman la provincia de Parinacochas, ubicada en el departamento de Ayacucho, en el Perú.

## Historia
El distrito fue creado en los primeros años de la República. Su capital es el centro poblado de Pullo.
Pero su fundación fue en la época Colonial como parroquia de Pullo, prueba de ello tenemos una Iglesia de estilo colonial.

## División administrativa

### Centros poblados
Pullo distrito y 11 anexos:
- - Pullo, con 568 hab.
  - Sacsara, con 120 hab.
  - Tarco, con 371 hab.
  - Relave, con 4 000 hab.
  - Pueblo Nuevo de Huilcallama, con 211 hab.
  - Chusi, con 161 hab.
  - Malco, con 54 hab.
  - Pararani, con 63 hab.
  - Occosuyo, con 98 hab.
  - Manzayanocc, con 120 hab
  - Antallani que incluye a Chenquene, con 85 hab.
  - Chaipi, con 280 hab.

### Anexos
Relave a 1,243 da altitud

## Autoridades

### Alcaldes
- 2019 - 2022[1]
  - Alcalde: Johon Edward Huachaca Amao, de Qatun Tarpuy.
  - Regidores:

  1. Olmer Apaza Enríquez (Qatun Tarpuy)
  2. Jaime Godofredo Quispe Sarasi (Qatun Tarpuy)
  3. Yuli Flor Roque Allcca (Qatun Tarpuy)
  4. Luis Augusto Viña Rodríguez (Qatun Tarpuy)
  5. Jaime Apaza Mantilla (Musuq Ñan)

Alcaldes anteriores
- 2007-2010: Erasmo César López Risther.
- 2015-2018: Gerardo Fernández Paitan

## Festividades
- San Antonio de Padua: Día central, 13 de junio ii
- San Juan Bautista - Relave: Día Central, 24 de junio
- San Juan Bautista - Manzanayocc : Día Central 24 de Junio
- Virgen de la Asunción : 15 de agosto
- Santa Rosa de Lima - Sacsara 30 de agosto